# Senaten för Finland

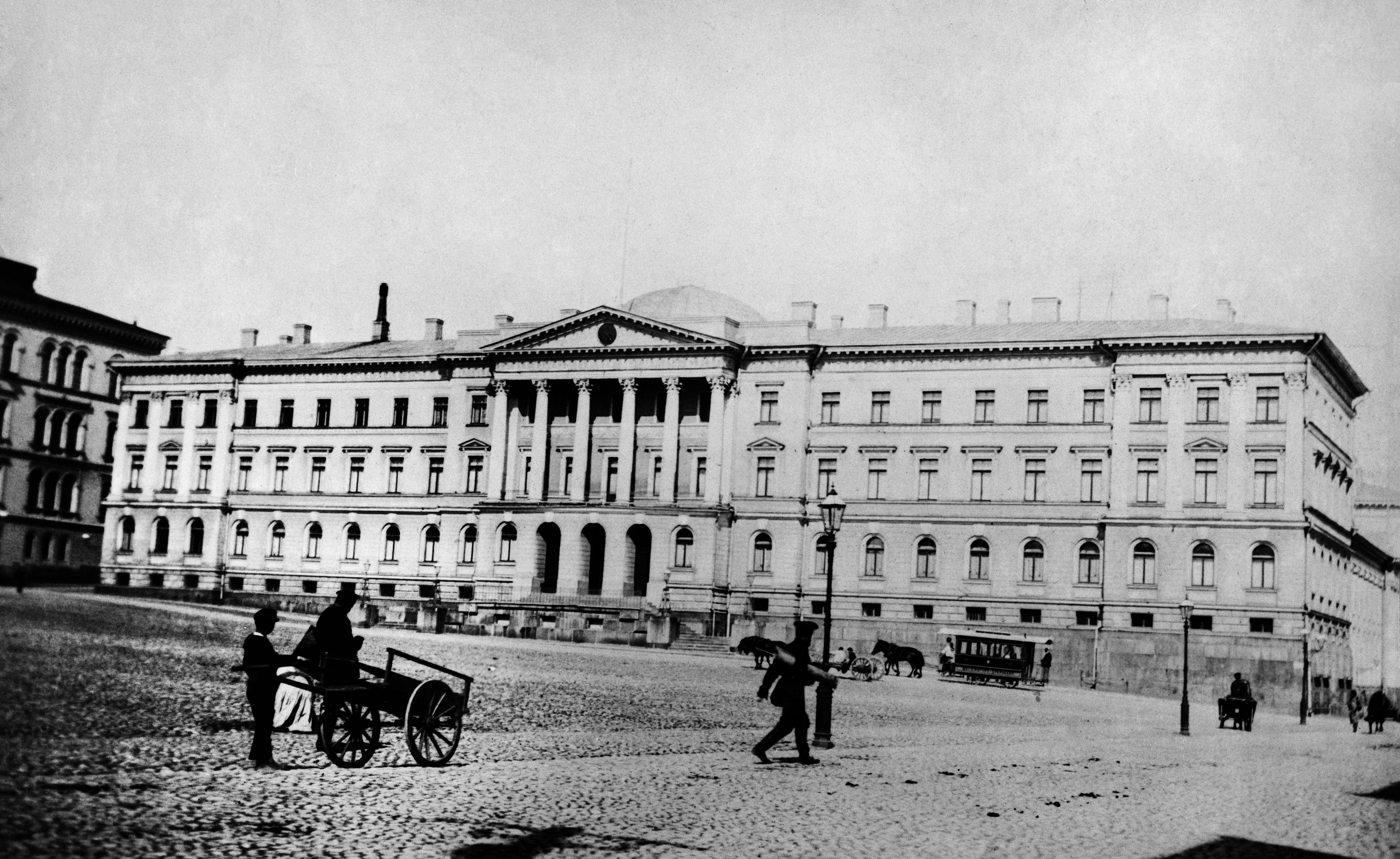
Senatshuset vid Senatstorget i Helsingfors var säte för Senaten.

Kejserliga senaten för Finland (fin: Keisarillinen Suomen senaatti) kombinerade funktionerna som parlament och högsta domstol i Storfurstendömet Finland från 1816 till 1917 och i det självständiga Finland från 1917 till 1918.

## Historik
Regeringsmakten utövades formellt i konselj där generalguvernören som kejsarens ställföreträdare fattade beslut i de ärenden som framlades från detta kansli. Rådsmöten i konselj hölls löpande från det att Finland blivit ett ryskt storfurstendöme 1809, men det var först från 1816 som kansliorganisationen började kallas kejserlig senat.
Senaten fungerade både som regering och som högsta domstol. För dessa ändamål fanns ett ekonomidepartement respektive ett justitiedepartement. I sin egenskap av storfurstens ställföreträdare i Finland var det generalguvernören som agerade ordförande i senatens konseljer och meddelade kejserlig sanktion. Från och med 1822 fanns det också två vice ordförande, en för ekonomidepartementet och en för justitiedepartementet. I praktiken var det vice ordföranden i ekonomidepartementet som var Finlands regeringschef.
Efter kejsarens abdikation till följd av den ryska revolutionen 1917 tog senaten över alla regeringsbestyr i Finland och den 6 december förklarade Pehr Evind Svinhufvuds senat landet för självständigt. Det självständiga Finlands första regeringsform antogs 1919, och senatens ekonomiedepartement bytte därefter namn till statsrådet, medan justitiedepartementet blev Finlands högsta domstol.

## Lista över Finlands senater
| Mannerheims senat   | 1822–1826 |
| von Borns senat     | 1826–1828 |
| Falcks senat        | 1828–1833 |
| Hjärns senat        | 1833–1841 |
| von Haartmans senat | 1841–1858 |
| Nordenstams senat   | 1858–1882 |
| af Forselles senat  | 1882–1885 |
| von Troils senat    | 1885–1891 |
| Tudeers senat       | 1891–1900 |
| Linders senat       | 1900–1905 |
| Strengs senat       | 1905      |
| Mechelins senat     | 1905–1908 |
| Hjelts senat        | 1908–1909 |
| Markovs senat       | 1909–1913 |
| Borovitinovs senat  | 1913–1917 |
| Tokois senat        | 1917      |
| Setäläs senat       | 1917      |
| Svinhufvuds senat   | 1917–1918 |
| Paasikivis senat    | 1918      |

## Senatens ordförande och viceordförande
För senatens ordförande före 1917, se generalguvernörer över Finland
| - Carl Erik Mannerheim (1822–1826) - Samuel Fredrik von Born (1826–1828) - Anders Henrik Falck (1828–1833) - Gustaf Hjärne (1833–1841) - Lars Gabriel von Haartman (1841–1858) - Johan Mauritz Nordenstam (1858–1882) - Edvard Gustaf af Forselles (1882–1885) - Werner von Troil (1885–1891) - Sten Carl Tudeer (1891–1900) - Constantin Linder (1900–1905) - Emil Streng (1905) - Leopold Henrik Stanislaus Mechelin (1905–1908) - Edvard Immanuel Hjelt (1908–1909) - August Johannes Hjelt (1909), t.f. - Anders Wirenius (1909), t.f. - Vladimir Ivanovitj Markov (1909–1913) - Mihail Mihailovitj Borovitinov (1913–1917) - Anders Wirenius (16.03.1917–26.03.1917), t.f. - Oskari Tokoi (26.3.1917-17.8.1917) - E. N. Setälä (17.8.1917-27.11.1917), t.f. | - C. E. Gyldenstolpe (1822–1831) - Axel Gustaf Mellin (1831–1854) - Lars Sackleen (1854–1865) - Otto Reinhold af Schultén (1865–1874) - R. I. Örn (1874–1877) - Johan Philip Palmén (1877–1896) - Robert Montgomery (1896–1898) - C. A. T. Cederholm (1898–1900) - August af Nyborg (1900–1902) - J. G. Sohlman (1902–1905) - R. A. Wrede (1905–1909) - D. W. Åkerman (1910–1913) - Felix Saarikoski (1913–1917) - August Nybergh (1917–1918) |

### Senatens ordförande
- Pehr Evind Svinhufvud (Finska partiet) 1917–1918
- Juho Kusti Paasikivi (Finska partiet) 1918